# Antropologia
Antropologia (gr. ἄνθρωπος anthropos „człowiek”, λόγος logos „nauka”) – interdyscyplinarna dziedzina nauki na pograniczu nauk humanistycznych, społecznych i przyrodniczych. Zajmuje się badaniem człowieka jako jednostki w społeczeństwie w kontekście historycznej zmienności, biorąc pod uwagę warunki socjalno-ekonomiczne oraz kulturowe; poszukuje zrozumienia roli kultury i struktur władzy w życiu człowieka. Ma dwa podstawowe nurty:
- antropologię fizyczną zajmującą się zmiennością biologiczną i fizjologiczną człowieka;
- antropologię kulturową (antropologia społeczna) zajmującą się człowiekiem w społeczności (zbliżony do socjologii)[2].

Istnieją też inne podziały antropologii, np. w USA jest rozpowszechniony podział nauk antropologicznych na cztery nurty:
- antropologia fizyczna
- antropologia historyczna, czyli archeologia
- antropologia lingwistyczna
- antropologia kulturowa lub społeczna.

Poza tak rozumianym podziałem pozostają następujące nauki czy dziedziny wiedzy mające w nazwie słowo "antropologia":
- antropologia filozoficzna
- antropologia religijna (nie mylić z antropologią religii).

## Działy antropologii

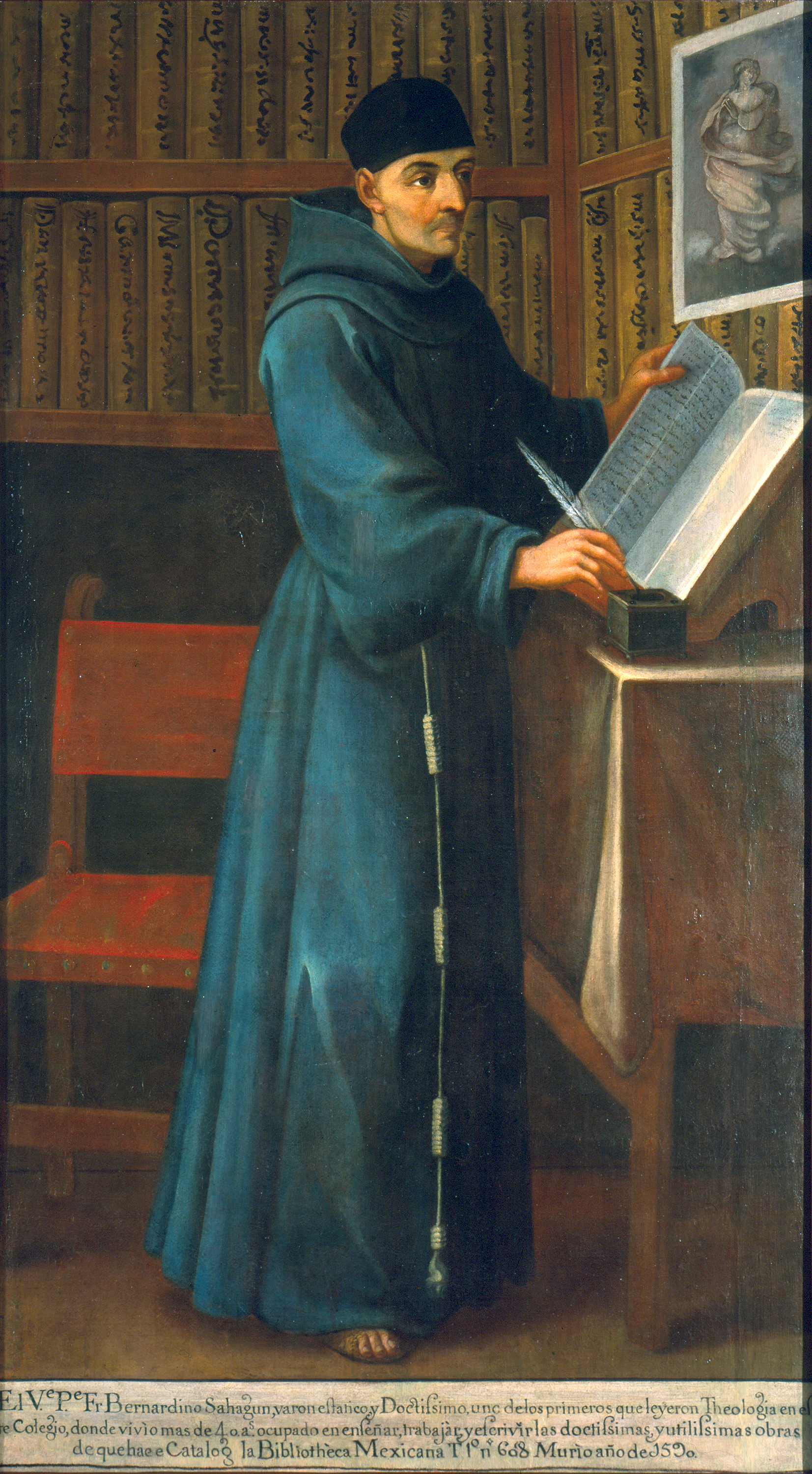
Bernardino de Sahagún, jeden z pionierów etnografii

Z uwagi na pole zastosowań lub zasadniczy przedmiot badań wyróżnia się między innymi następujące działy antropologii:
- antropolingwistyka
  - antropologia słowa[3]
- antropologia religii (nie mylić z antropologią religijną)
- antropologia ciała
- antropologia polityczna
- antropologia organizacji
- antropologia sportu
- antropologia tańca
- antropologia edukacji
- antropologia jedzenia
- antropologia płci i seksualności
- antropologia sztuki
  - antropologia wizualności[4]
  - antropologia widowisk